# Факультет комп'ютерних наук та кібернетики Київського національного університету імені Тараса Шевченка
Факультет комп'ютерних наук та кібернетики (нинішня офіційна назва — факультет комп'ютерних наук та кібернетики Київського національного університету імені Тараса Шевченка, неофіційна назва — кубик) — науково-педагогічний підрозділ Київського національного університету імені Тараса Шевченка.
Утворений у Київському університеті у травні 1969 (наказ міністра МВССО УРСР № 258 від 6 травня 1969; наказ ректора Київського університету № 104 від 19 червня 1969).

## Коротка історія факультету
Завдяки почину Віктора Глушкова та Івана Ляшка, факультет кібернетики був створений 6 травня 1969 року..

## Структура факультету
Кафедри
- Кафедра обчислювальної математики;
- Кафедра моделювання складних систем;
- Кафедра дослідження операцій;
- Кафедра теоретичної кібернетики;
- Кафедра теорії та технології програмування;
- Кафедра математичної інформатики;
- Кафедра системного аналізу і теорії прийняття рішень;
- Кафедра прикладної статистики;
- Кафедра інформаційних систем.

Підрозділи
- Науково-дослідна лабораторія «Обчислювальних методів в механіці суцільних середовищ»;
- Науково-дослідна лабораторія «Моделювання та оптимізації»;
- Науково-дослідна лабораторія «Високопродуктивних систем обробки інформації»;
- Науково-дослідна лабораторія «Ймовірнісно-статистичних методів»;
- Науково-дослідний сектор «Теоретичної кібернетики»;
- Науково-дослідний сектор «Проблем програмування»;
- Науково-дослідний сектор «Проблем системного аналізу».

## Керівники факультету кібернетики
Першим деканом був призначений професор Ляшко Іван Іванович, згодом академік АН України.
З 1977 по 1984 рік факультет очолювал професор Бублик Борис Миколайович, член-кореспондент АН України.
З 1984 по 1987 рік деканом факультету був професор Редько Володимир Никифорович, згодом академік АН України.
1987 року деканом було обрано доцента Закусило Олега Калениковича, згодом — академік Академії наук вищої школи України.
У 2004 році деканом обрано професора Анісімова Анатолія Васильовича, члена-кореспондента НАН України, доктора фізико-математичних наук.

## Розташування, цікавинки та фольклор

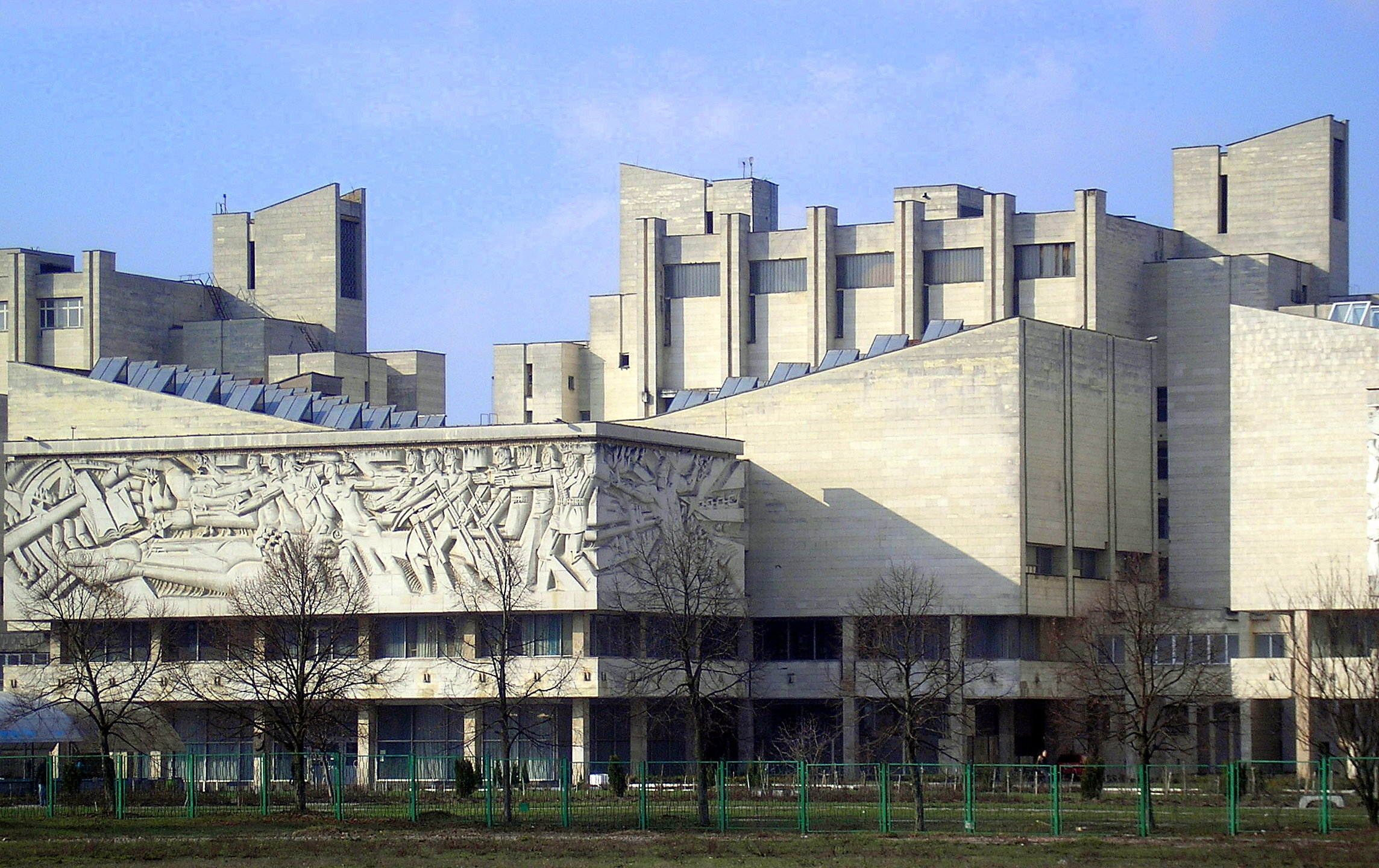
Корпус факультету

Факультет разом з обчислювальними центром Київського університету займає окремий корпус, побудований 1982 року.
Історичним фактом є те, що після переселення до новозбудованого корпусу, виявилась потреба самостійно завершувати оздоблювальні та упорядні роботи. Їх було проведено силами студентів, за звичаєм тих часів.
За стійкою місцевою легендою, корпус факультету (як сусідніх) будували за проєктом створеним для Куби з її кліматичними особливостями. Саме тому він чудово вентилюється влітку, але холодний й надто погано та дорого опалюється взимку. Внаслідок цього чудові вікна, що знаходяться на даху і мали б пропускати світло в лекційні аудиторії, утеплені матрацами, і на лекціях використовується тільки штучне освітлення. Насправді, обігрів корпусів суттєво залежав від системи штучної вентиляції, яка ніколи не працювала в проєктному варіанті.
Ще за однією легендою, нині ліквідований басейн перед корпусом за проєктом мав використовуватись для водного охолодження тодішньої недосконалої обчислювальної техніки. Насправді, він сприяв створенню сприятливішого мікроклімату перед навчальними спорудами та не мав техногенного навантаження.
У вересні 2016 року факультет кібернетики був перейменований на факультет комп'ютерних наук та кібернетики.

## Відомі викладачі
- Буй Дмитро Борисович — заступник декана з наукової роботи.
- Дмитро Анатолійович Клюшин — співавтор книги «Доказова медицина» (2007, російською), перекладач російською численних томів літератури з програмування, інформатики та фінансових інструментів.
- Андрій Борисович Ставровський — співавтор книг «Алгоритми і програми. Розв'язання олімпіадних задач» (2007, російською) та «Перші кроки в програмуванні» (2005).
- Михайло Іванович Шлезінгер — співавтор книги «Десять лекцій зі структурного та статистичного розпізнавання образів» (1999, чеською; 2002, англійською). Головний науковий співробітник і один з засновників стартапу Viewdle.
- Летичевський Олександр Адольфович — працює в галузі формальних методів, винахідник інсерційного моделювання
- Провотар Олександр Іванович — працює в галузі абстрактних обчислювальних структур (теорія категорій), некласичних логік, біоінформатики
- Семенов Володимир Вікторович — працює в галузі прикладного нелінійного аналізу, співавтор книги «Generalized Solutions of Operator Equations and Extreme Elements» (Springer, 2012), професор кафедри обчислювальної математики

## Наукові видання факультету
- Вісник Київського національного університету імені Тараса Шевченка. Серія Кібернетика
- Журнал обчислювальної та прикладної математики